# Qualcuno volò sul nido del cuculo (romanzo)
Qualcuno volò sul nido del cuculo (One Flew Over the Cuckoo's Nest) è un romanzo dello scrittore statunitense Ken Kesey, pubblicato nel 1962 e tradotto in Italia nel 1976. La narrazione, ambientata in un ospedale psichiatrico dell'Oregon, rappresenta una critica all'istituzione psichiatrica, e più in generale, ad un sistema fondato su metodi impositivi e punitivi, che reprime ogni forma di individualità e diversità.
Nel 1975 Miloš Forman dirige la trasposizione cinematografica omonima, che vince cinque premi Oscar.
Il quotidiano britannico The Guardian lo ha inserito nella lista dei 1000 libri che tutti dovrebbero leggere e il settimanale Time in quella dei 100 migliori romanzi in lingua inglese dal 1923 al 2005.

## Trama
La narrazione del libro è affidata al "Capo" Bromden, paziente in un ospedale psichiatrico, un gigante "mezzosangue indiano" dal carattere mite, con seri problemi mentali, che si rifiuta di parlare, si richiude in sé stesso, ed è pertanto ritenuto sordomuto. Il racconto di Bromden si concentra principalmente sulle bizzarrie del ribelle Randle Patrick McMurphy, detenuto per aggressione e gioco d'azzardo, che per sottrarsi alla prigione finge l'infermità mentale al fine di scontare la sua pena in ospedale. La capoinfermiera Mildred Ratched governa il reparto con pugno di ferro e con scarsa supervisione, aiutata nella gestione dai suoi tre assistenti diurni e da alcuni medici.
McMurphy, che è anche capitano della squadra di pallacanestro del reparto, mostra costantemente la sua ostilità nei confronti dell'infermiera Ratched, commentandone spesso con gli altri pazienti l'aspetto fisico e facendo di tutto per stravolgere la routine del reparto: incita, ad esempio, gli altri pazienti ad una votazione per poter guardare le partite di baseball in televisione e organizza una battuta di pesca in alto mare non supervisionata. Uno degli episodi catartici della narrazione avviene a seguito del fallimento di McMurphy nel sollevare un pesante pannello di controllo nella stanza in disuso per l'idroterapia (chiamata la "stanza della vasca"). La noncuranza con la quale egli reagisce all'evento (un semplice «Ci ho provato, però»), è d'ispirazione per il resto dei pazienti, che iniziano a farsi valere nei confronti dell'infermiera Ratched, ribellandosi invece di lasciare che lei gestisca ogni aspetto delle loro vite.
Il "Capo" si confida con McMurphy, rivelandogli di essere in grado di parlare e sentire. Dopo la battuta di pesca, si verificano dei disordini, per i quali McMurphy ed il "Capo" vengono puniti con sessioni di elettroshock, ma anche questo trattamento non riesce a mitigare il comportamento turbolento di McMurphy.
Una notte, dopo aver corrotto l'assistente notturno, McMurphy fa entrare di nascosto due prostitute nel reparto e forza la serratura della stanza dei medicinali per rubare lo sciroppo contenente codeina e, più tardi, altri farmaci psichiatrici. McMurphy persuade una delle due ragazze a sedurre Billy Bibbit, un paziente molto timido, dal comportamento infantile, affetto da una forte balbuzie e privo di esperienza con le donne, perché gli faccia perdere la verginità. Nonostante McMurphy abbia programmato la sua fuga prima dell'inizio del turno giornaliero, lui ed altri pazienti si addormentano dimenticandosi di pulire il disastro causato dai bagordi del gruppo e il personale della mattina trova il reparto nel caos. L'infermiera Ratched scopre Billy e la prostituta, parzialmente vestiti, e lo rimprovera. Billy si fa valere per la prima volta, rispondendole senza balbettare. Dopo che Ratched minaccia di rivelare a sua madre ciò che ha visto, Billy ha una crisi nervosa e, lasciato solo nell'ufficio del medico, si toglie la vita tagliandosi la gola. L'infermiera Ratched incolpa McMurphy per la morte di Billy, il quale si infuria per quanto successo e si scaglia su di lei nel tentativo di strangolarla, strappandole l'uniforme e scoprendole le mammelle davanti a pazienti ed inservienti, che stavano assistendo alla scena. McMurphy viene bloccato e trasferito nel reparto degli "Agitati".
L'infermiera Ratched rimane per una settimana in infermeria, periodo durante il quale molti dei pazienti vengono trasferiti in altri reparti o dimessi dall'ospedale. Al suo ritorno non è più in grado di parlare ed è così privata del suo più potente strumento di potere sui pazienti. Bromden, Martini e Scanlon sono gli unici pazienti rimasti ad aver partecipato alla gita in barca e McMurphy viene riportato nel reparto. Gli è stata praticata la lobotomia e si trova in uno stato vegetativo: è inespressivo ed incapace di muoversi. In un gesto di pietà, il "Capo" soffoca McMurphy con un cuscino durante la notte, prima di scagliare il pannello di controllo (che McMurphy non era riuscito ad alzare) nella "stanza della vasca"  contro una finestra, fuggendo così dall'ospedale.

## Analisi
Qualcuno volò sul nido del cuculo venne scritto nel 1959 e pubblicato nel 1962, durante il periodo del movimento per i diritti civili e mentre negli Stati Uniti si stavano affermando grandi cambiamenti nel campo della psicologia e della psichiatria. Gli anni sessanta diedero il via al movimento per la deistituzionalizzazione, una scuola di pensiero che criticava le istituzioni psichiatriche ed il loro trattamento della malattia mentale. Questo sentimento di sfiducia nei confronti della psichiatria tradizionale echeggia nei personaggi nel romanzo di Kesey.
Il libro è stato composto nel periodo in cui lo stesso autore lavorava come inserviente nel turno di notte in un ospedale per veterani di guerra a Menlo Park, in California. Attraverso questo lavoro, non solo avrà l'occasione di parlare con i pazienti del reparto di psichiatria (dai quali trae liberamente ispirazione per la costruzione dei suoi personaggi), ed osservare il funzionamento dell'istituzione, ma anche sperimenterà volontariamente droghe psicoattive, incluse mescalina e LSD, prendendo parte al Progetto MKUltra.
L'assunzione di LSD da parte di Kesey continuerà anche a esperimento concluso: egli considerava infatti l'uso di droghe come parte di un percorso di liberazione individuale. Tale atteggiamento rifletteva le opinioni di alcuni dei ricercatori che all'epoca conducevano studi sulle interazioni tra stupefacenti e psicologia umana. Negli anni sessanta l'LSD veniva considerata come una sostanza in grado di offrire il miglior accesso alla mente umana. Ogni esperienza individuale era considerata unica; emozioni ed esperienze potevano andare da cambiamenti nella percezione del proprio corpo (sensazione di trasformarsi in altri animali o oggetti), alle visioni mistiche, fino a forme di empatia estrema.
Fu proprio l'esperienza che Kesey ebbe con l'LSD ed altri allucinogeni ad avvicinarlo ai pazienti delle istituzioni psichiatriche, spesso in preda ad allucinazioni e a comportamenti irrazionali, ma non per questo meno degni di essere rispettati come esseri umani.
Il romanzo fa riferimenti costanti a diversi tipi di autorità che controllano gli individui attraverso metodi discreti e coercitivi. Il Capo Bromden, narratore del libro, mette insieme queste autorità chiamandole "la Cricca". L'autorità della Cricca viene spesso personificata dall'infermiera Ratched, che controlla i pazienti del reparto psichiatrico attraverso una combinazione di ricompense e sottili punizioni. Nonostante non faccia normalmente ricorso alla rigida disciplina convenzionale, le sue azioni vengono descritte come più infide di quelle di un amministratore del carcere, perché la loro sottigliezza fa in modo che i suoi "prigionieri" non si rendano conto di essere controllati. Il Capo vede l'opera della Cricca anche nella diga delle cascate nel fiume Columbia, una volta terre appartenenti ai suoi antenati ed ora in mano al governo, e nel conformismo sempre più dilagante della società dei consumi nell'America del dopoguerra.
Kesey, attraverso le vicende del Capo Bromden e della sua famiglia, critica fortemente il razzismo presente nella cultura dominante negli Stati Uniti. Tra il 1930 ed il 1940, il governo degli Stati Uniti, dietro al falso proposito di aiutare i nativi d'America a migliorare le proprie condizioni di vita, aveva confiscato terre e risorse naturali alle tribù risiedenti nella zona del fiume Columbia. Questo fatto realmente accaduto, viene inserito nella narrativa del Capo, ed è, secondo alcuni critici, alla base della psicosi che gli impedisce di vivere normalmente nella società: l'essere cresciuto in una cultura in fase di completa disgregazione, lo porta ad una crisi d'identità. Da una parte egli desidera mantenere la sua individualità nativo-americana, dall'altra ha la necessità di sviluppare comportamenti accettabili per i "bianchi".
Altra critica che il libro muove è nei confronti dell'istituzione psichiatrica, vista come uno strumento di oppressione al pari di una prigione. In questa denuncia sono state ravvisate affinità con le idee sulla costruzione sociale della follia che l'intellettuale francese Michel Foucault stava diffondendo nello stesso periodo, sostenendo che forme invisibili ma pervasive di disciplina opprimevano gli individui su un'ampia scala sociale, incoraggiandoli a censurare aspetti di sé stessi e delle loro azioni al fine di mantenere e confermare l'ordine dominante delle cose. Il Capo Bromben, attraverso l'immagine della "cricca", una sorta di cospirazione sociopolitica che a suo parere intende trasformare i pazienti in automi, le persone in docili strumenti ligi all'obbedienza e al conformismo, denuncerebbe l'ideologia egemonica del capitalismo americano.
Secondo altri critici, il romanzo prenderebbe di mira la demascolinizzazione degli uomini nella società, in particolare attraverso la figura di Billy Bibbit, l'acuto balbuziente che viene sottomesso sia dall'Infermiera Ratched che dalla madre. Al contrario, critici del filone femminista sostengono che vi sia della misoginia latente all'interno del romanzo, soprattutto nella descrizione della "Grande Infermiera",che rappresenterebbe la figura femminile come tirannica e distruttrice della virilità, in opposizione all'eroe McMurphy, celebrato per la sua mascolinità "naturale".

## Titolo
Il titolo originale (The cuckoo's nest), una delle espressioni gergali per indicare il manicomio, è tratto dal verso di una filastrocca che la nonna del Capo Bromden gli cantava quand'era piccolo:
Apple seed and apple thorn,
Wire, briar, limber lock
Three geese in a flock,
One flew East,
One flew West,
And one flew over the cuckoo's nest.»

## Personaggi principali
- Randle Patrick McMurphy: un detenuto ribelle proveniente da una prigione ordinaria. È colpevole di aggressione e gioco d'azzardo. Era stato inoltre accusato (ma mai condannato) di aver avuto rapporti con una minorenne. McMurphy si fa trasferire dal carcere all'ospedale, ritenendolo un modo più semplice per scontare la sua sentenza. Verso la fine McMurphy aggredisce fisicamente l'infermiera Ratched, atto che gli costerà la sua libertà, la sua salute e la sua vita.
- Capo Bromden: chiamato così ("capo Ramazza") per via del suo compito, che consiste nello spazzare il pavimento del reparto presso cui è ricoverato. Il narratore del romanzo, per metà nativo americano, è ricoverato nell'ospedale dalla fine della seconda guerra mondiale. Bromden finge di essere sordo e muto ed attraverso questo stratagemma viene a conoscenza di molti segreti dell'ospedale. Da ragazzo il Capo era stato una stella del football americano, uno studente universitario ed un eroe di guerra. Dopo aver visto il padre, un capotribù indiano, venir umiliato per mano del governo degli Stati Uniti e della moglie bianca, Bromden cade in una profonda depressione e comincia a soffrire di allucinazioni. Gli verrà diagnosticata la schizofrenia con visioni paranoiche; crede che la società sia controllata da un'enorme organizzazione da lui chiamata "la Cricca"[22].

### Personale
- Mildred Ratched: soprannominata "grande infermiera", è la tirannica capoinfermiera dell'ospedale, che esercita un controllo quasi totale sui pazienti e sui suoi subalterni. Non esita a limitare arbitrariamente l'accesso ai farmaci, ai servizi e alle necessità di base per i pazienti. Il suo informatore è il timido Billy Bibbit, che costringe a rivelare i segreti dell'unità, minacciandolo, in caso contrario, di lamentarsi con la madre. La presenza di McMurphy, ribelle e amante del divertimento, è per Ratched un fastidio costante, dato che né minacce né punizioni e nemmeno la terapia con elettroshock riescono a fermare la sua influenza sugli altri pazienti. Alla fine viene quasi strangolata a morte da McMurphy in un accesso d'ira. Dopo l'accaduto Ratched decide di farlo lobotomizzare. Ciononostante, il danno all'autorità della "grande infermiera" è insanabile: l'attacco la rende incapace di parlare e conseguentemente non riesce più ad imporsi su pazienti, subalterni e superiori.
- Washington, Williams e Warren: tre uomini che lavorano come inservienti nel reparto. Williams è un nano e il Capo Bromden crede che la sua crescita si sia interrotta dopo aver assistito allo stupro della madre[23]. Inoltre, sostiene che l'infermiera Ratched li abbia assunti per la loro natura sadica[24].
- John Spivey: medico del reparto. L'infermiera Ratched aveva cacciato altri dottori, ma aveva tenuto Spivey perché faceva esattamente ciò che gli veniva detto. Harding insinua che l'infermiera tenesse il medico sotto ricatto, minacciandolo di rivelarne la tossicodipendenza[25].
- Pilbow: giovane infermiera del turno di notte. Ha faccia, collo e petto segnati da un'evidente voglia. È una cattolica devota e teme il peccato. È terrorizzata dai pazienti e si sfoga su di loro, influenzata dalle opinioni dell'infermiera Ratched[26].
- Turkle: anziano afroamericano, che lavora come inserviente nel turno pomeridiano. Consente a McMurphy di organizzare una festa e di far entrare delle prostitute.
- "infermierina giapponese": l'infermiera a capo del reparto Agitati, per pazienti violenti ed intrattabili. È gentile e si oppone apertamente ai metodi dell'infermiera Ratched.

### Acuti
Gli acuti sono i pazienti ritenuti curabili. A parte poche eccezioni, sono tutti ricoverati volontariamente.
- Billy Bibbit: un paziente nervoso, timido e dal comportamento infantile, con una balbuzie invalidante. Billy è autolesionista ed ha tentato il suicidio diverse volte. Per alleviare la sua paura delle donne, McMurphy porta di nascosto una prostituta nel reparto, in modo che Billy possa perdere la verginità. La mattina successiva l'infermiera Ratched minaccia di raccontare tutto alla madre. Per paura di perdere il suo amore, Billy ha un crollo mentale e si toglie la vita, tagliandosi la gola con una scheggia di vetro[27].
- Dale Harding: il leader non ufficiale del pazienti prima dell'arrivo di McMurphy. È un uomo intelligente e di bell'aspetto, che si vergogna della propria omosessualità repressa. La sua bella ma insoddisfatta moglie è per lui fonte di ulteriore vergogna.
- George Sorensen: detto "Strofinello", è germofobico, passa i suoi giorni a lavarsi ripetutamente le mani al distributore d'acqua del reparto. McMurphy lo persuade a guidare una battuta di pesca per i pazienti, dopo aver scoperto che era stato capitano di un peschereccio[28]. Si scopre inoltre che aveva ottenuto la croce al merito della Marina come comandante di una motosilurante[29]. Successivamente, viene sottoposto a forza ad un trattamento di "disinfestazione" da parte dello staff, che è al corrente di quanta angoscia mentale questa attività gli provochi[30].
- Charlie Cheswick: un paziente sguaiato che richiede sempre cambiamenti nel reparto, ma non ha mai il coraggio di portare a termine nulla. Fa amicizia con McMurphy, che è in grado di dare voce alle sue opinioni per conto suo. McMurphy perde la sua sicurezza dopo aver scoperto che la sua permanenza nel reparto è indefinita, perché fa parte della categoria degli "affidati", e smette di battersi per gli Acuti. A seguito di questo avvenimento, Cheswick si annega nella piscina[31].
- Martini: un paziente che soffre di gravi allucinazioni
- Scanlon: paziente ossessionato dagli esplosivi e dalla distruzione. È l'unico paziente non vegetale (assieme a McMurphy e Bromden) costretto a rimanere nel reparto. Gli altri possono dimettersi in qualsiasi momento.
- Jim Sefelt e Bruce Fredrickson: due pazienti epilettici. Sefelt si rifiuta di prendere i suoi farmaci anti-convulsivi, perché gli causano la perdita dei denti. Fredrickson prende i medicinali di entrambi perché è terrorizzato dalle convulsioni e perde i denti a causa del sovradosaggio.
- Maxwell Taber: un paziente insubordinato che viene rilasciato prima dell'arrivo di McMurphy. Il Capo racconta di come l'infermiera Ratched l'abbia reso docile attraverso i trattamenti con elettroshock, perché aveva osato chiedere cosa contenesse la sua terapia farmacologica.

### Cronici
I cronici sono pazienti incurabili. Molti di essi sono in stato vegetativo. 
- Ruckly: un paziente turbolento che sfida le conseguenze della sua lobotomia. Dopo l'intervento siede e fissa una foto della moglie, urlando volgarità di tanto in tanto.
- Ellis: paziente in stato vegetativo a causa della terapia con elettroshock. Sta perennemente in piedi contro una parete, in una posizione inquietante che mantiene dall'ultimo trattamento, con le braccia tese come se fosse in croce[32].
- Pete Bancini: nonostante il danno cerebrale sofferto alla nascita, era in grado di svolgere lavori semplici, come gestire lo scambio dei binari in una zona di periferia. Dopo che lo scambio viene automatizzato, Bancini perde il lavoro e viene ricoverato. Il Capo ricorda di come una sola volta sia scattato contro gli inservienti, dicendo agli altri pazienti di essere stanco perché "nato morto"[33].
- Rawler: paziente ricoverato nel reparto Agitati, che si trova sopra al reparto principale. Detto "lo Strillone" perché riesce solamente ad urlare: «Luu, luu, luuuu»[34]. Una notte Rawler si castra e muore dissaguato nella latrina.
- Vecchio Blastic: un paziente anziano in stato vegetativo. Durante la prima notte in reparto di McMurphy, Bromden sogna Blastic appeso per i calcagni che viene squarciato, scaturendo non viscere, ma "una pioggia di ruggine e ceneri"[35]. La mattina successiva si scopre che Blastic era morto durante la notte.
- Il Bagnino: un ex giocatore professionista di football americano, porta ancora in fronte i segni degli scarponi dall'incidente che lo aveva fatto finire nel reparto Agitati. Spiega a McMuprhy che, a differenza della prigione, i pazienti devono rimanere nell'ospedale fin quando lo staff lo desidera[36].
- Colonnello Matterson: il paziente più vecchio del reparto[37], soffre di una grave forma di demenza senile e può muoversi solo in sedia a rotelle. È un veterano della prima guerra mondiale che passa le giornate spiegando gli oggetti attraverso metafore.

### Altri personaggi
- Candy: la prostituta che McMurphy porta alla battuta di pesca. Billy Bibbit è invaghito di lei e McMurphy la convince ad andarci a letto.
- Sandy: altra prostituta amica di McMurphy. Durante un rapporto con lei, Sefelt ha un attacco epilettico.
- Vera Harding: moglie di Dale Harding.

## Un libro vietato
Qualcuno volò sul nido del cuculo è stato uno dei romanzi più vietati negli Stati Uniti.
- 1974: cinque abitanti di Strongsville, nell'Ohio, fanno causa al provveditorato agli studi locale per far rimuovere il libro dalle scuole, considerato "pornografico", sostenendo che "glorifica l'attività criminale, può corrompere i giovani, e contiene descrizioni di crudeltà, violenze bizzarre, tortura, smembramento, morte e disumanizzazione".[38]
- 1975: il libro venne rimosso dalle scuole pubbliche di Randolph (New York) e di Alton (Oklahoma).[38]
- 1977: rimosso dalla lista di letture obbligatorie a Westport (Maine).
- 1978: bandito alla Freemont High School di St. Anthony (Idaho); l'insegnante che l'aveva consigliato viene licenziata.
- 1982: viene richiesta la sua rimozione alla Merrimack High School nel New Hampshire.
- 1986: viene richiesta la sua rimozione alla Aberdeen Washington High school per i corsi di inglese avanzato.
- 2000: viene richiesta la sua rimozione alla Placentia Unified School District di Yorba Linda (California), da parte dei genitori degli studenti che definiscono il libro "spazzatura".[39]

## Adattamenti
Nel 1963 il libro venne trasposto in un'opera teatrale, con Kirk Douglas (che ne aveva acquistato i diritti sia per la produzione su palcoscenico che per eventuali film) nel ruolo di McMurphy e Gene Wilder in quello di Billy Bibbit. 
L'adattamento cinematografico co-prodotto da Michael Douglas, con Jack Nicholson come protagonista, uscì nel 1975. Il film vinse cinque premi Oscar.
I personaggi dell'infermiera Ratched e del Capo Bromden appaiono regolarmente nella serie televisiva C'era una volta, dove vengono interpretati rispettivamente da Ingrid Torrance e Peter Marcin.
Nel 2020 Ryan Murphy realizza per Netflix una serie televisiva intitolata Ratched, prequel ambientato sedici anni prima del romanzo che esplora le origini dell’antagonista Mildred Ratched, interpretata qui da Sarah Paulson.